# Ulrum
Ulrum (Gronings Ollerom) ist ein Dorf in der Gemeinde Het Hogeland im Norden der niederländischen Provinz Groningen. Es liegt am Verkehrsweg von Winsum nach Lauwersoog. Das Dorf zählte 2024 1.575 Einwohner.

## Geschichte

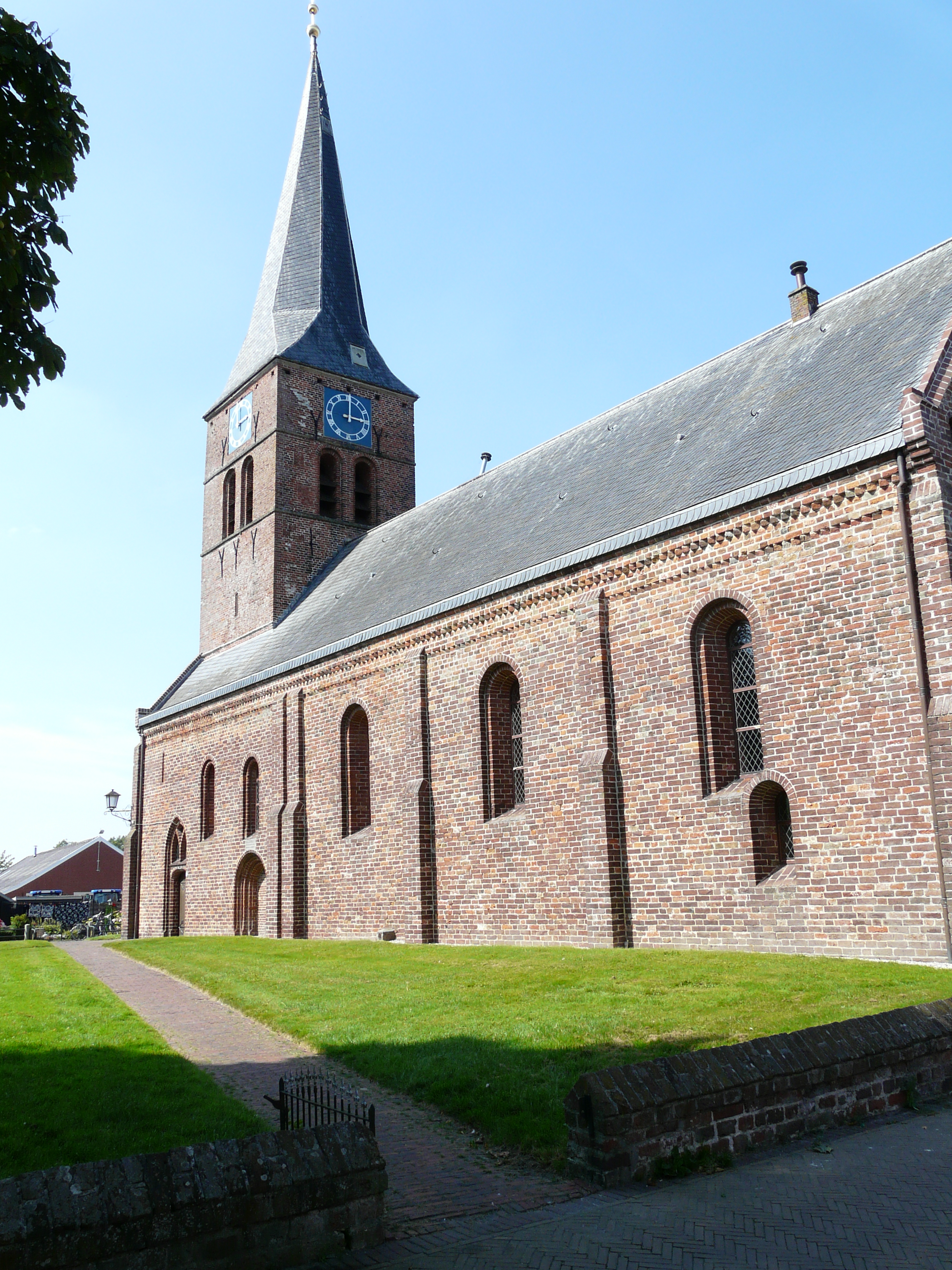
Die mittelalterliche Kirche Ulrums

Als Uluringhem wurde der Ort erstmals im 11. Jahrhundert erwähnt. Als Wohnort der Leute Ulurin oder Ulrin.
Ulrum liegt auf zwei Warften. Auf der einen Erhebung steht die Kirche Ulrums (Eigenbezeichnung: Kerk van Ulrum). Sie wurde im Stil der Romano-Gotik erbaut und Ende des 12. Jahrhunderts vergrößert. Auf der anderen Warft befand sich die Asingaborg. Eine Burg erbaut im 15. Jahrhundert und nacheinander bewohnt von der Familien Asinga, Hillebrandes, Lewens und Lewe. Als Evert Lewe 1685 starb, erbte sein Schwager Haro Caspar (1646–1694) van In- en Kniphuisen die Burg. Seither war sie der Stammsitz der niederländischen Linie der Familie Innhausen und Knyphausen. Im Jahr 1809 wurde die Burg geschleift. Zwischen 1985 und 1987 am Standort der einstigen Burg der Asingapark angelegt.
Ulrum war dereinst ein blühendes Dorf. Doch in den ersten 20 Jahren des 21. Jahrhunderts schlossen nacheinander: das Postamt, zwei Grundschulen, die Polizeistation, die öffentliche Bücherei, die Hausarztpraxis, die Apotheke, zwei Bankfilialen, der Bäcker sowie einige gastronomische Betriebe, Geschäfte und die kleinen Unternehmen. Ein Landmaschinenhandel und eine Kartbahn sind noch in Betrieb. Die Schließung des letzten Lebensmittelladens 2015 führte zu anhaltenden, letztlich vergeblichen Protesten der Bürger von Ulrum. Heute ist nur noch die Landwirtschaft mit ihren Ackerbaubetrieben eine wirtschaftliche Größe.

## Kirchenspaltung von 1834
In Ulrum begann 1834 das, was in den Niederlanden als die „Afscheiding van 1834“ (Abscheidung von 1834) bekannt ist. Der Ulrumer Pfarrer Hendrik de Cock betrieb die Entstehung der Christelijke Gereformeerde Kerk als Abspaltung von der Nederlandse Hervormde Kerk. „Gereformeerd“ in den Niederlanden entspricht dem deutschen „altreformiert“, „hervormd“ dem deutschen „reformiert“. Die frühere Kirche der Gemeinde ist heute die Goede Herderkerk.

## Bevölkerungsentwicklung
Ulrum hat mit einem starken Rückgang der Einwohnerzahlen zu kämpfen. Diese Entwicklung konnte zu Beginn des Jahrtausends mit der Errichtung eines Asylbewerberheims mit seinen 450 Bewohnern (2002–2005) noch mal aufgehalten werden, setzte sich aber danach fort. Nach der Schließung des Pflegeheims Asingahof (und Umzug nach Leens) ist die Zahl der Einwohner im Jahr 2013 weiter zurückgegangen.
- 1995 – 1663 Einwohner
- 1998 – 1655 Einwohner
- 2000 – 1625 Einwohner
- 2005 – 1945 Einwohner
- 2010 – 1535 Einwohner
- 2013 – 1435 Einwohner
- 2014 – 1300 Einwohner
- 2017 – 1240 Einwohner
- 2018 – 1305 Einwohner

(Quelle: CBS)

## Ehemalige Verbandsgemeinde
Die Gemeinde (ndl. Gemeente) Ulrum bestand 1990 aus den Dörfern, Weilern und Nachbarschaften: Elens, De Houw, Houwerzijl, De Hucht, Klei, Lauwersoog, Menneweer, Midhalm, Midhuizen, Niekerk, Panser, Robbenoort, Vierhuizen, Vliedorp, Westpolder und Zoutkamp. In diesem Jahr wurden Ulrum, Eenrum, Leens und Kloosterburen zu einer neuen Gemeinde zusammengefügt, welche den Namen Ulrum zunächst behielt, den Verwaltungssitz aber in Leens hatte. Zwei Jahre später wurde die Großgemeinde in De Marne umbenannt und wiederbelebte so den Namen einer ehemaligen, gleichnamigen Verwaltungseinheit des alten friesischen Gaus Hunsingo. Seit 2019 ist jene – und damit auch Ulrum – Teil der neuen Großgemeinde Het Hogeland.

## Trivia
Auf einem Bauernhof nordwestlich des Ortszentrums von Ulrum wurden große Teile des preisgekrönten Films Die polnische Braut gedreht. Heute ein Hotel.

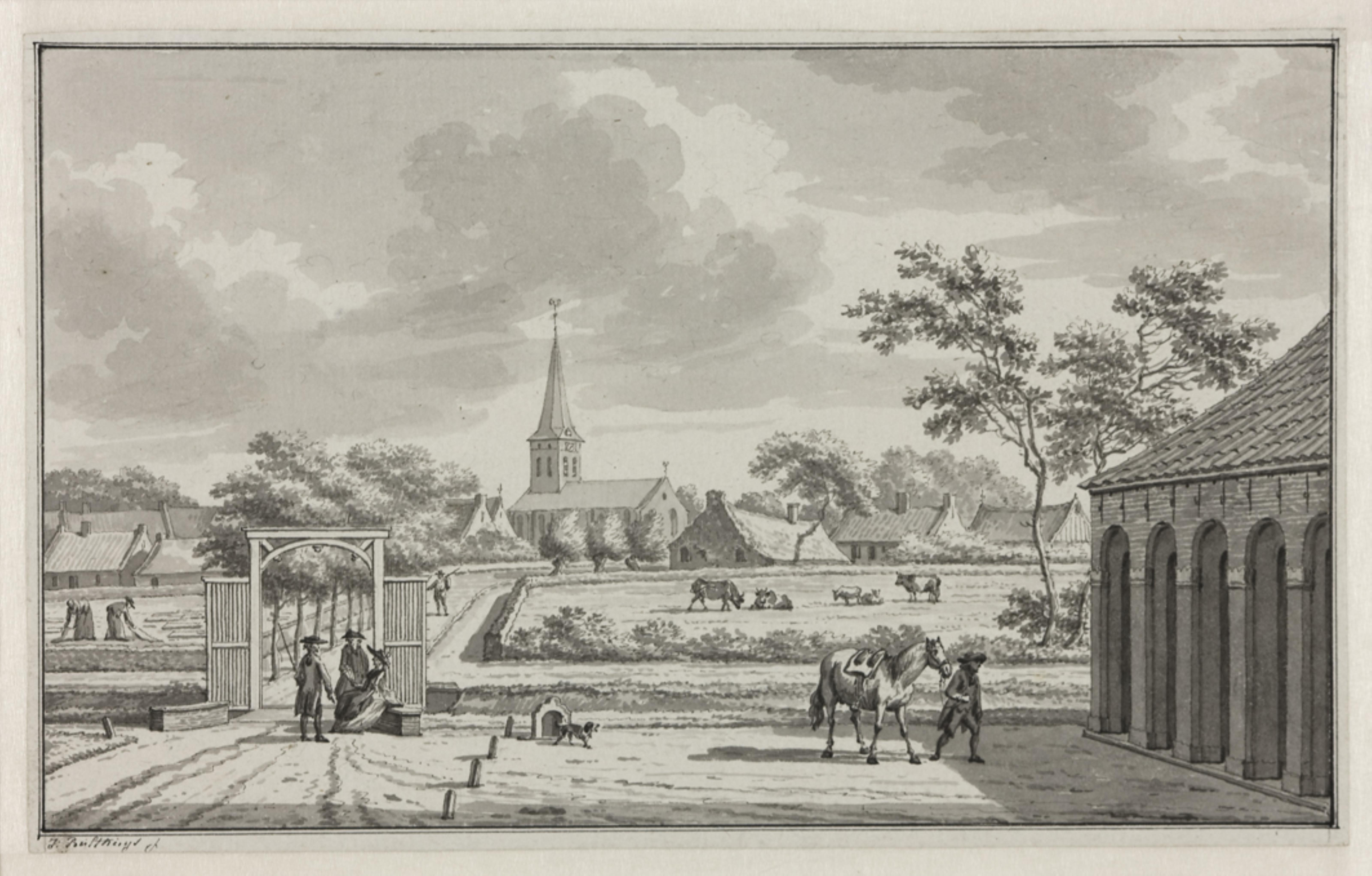
Ulrum betrachtet von der Seite der ehemaligen Burg Asinga (Jan Bulthuis, 1772)
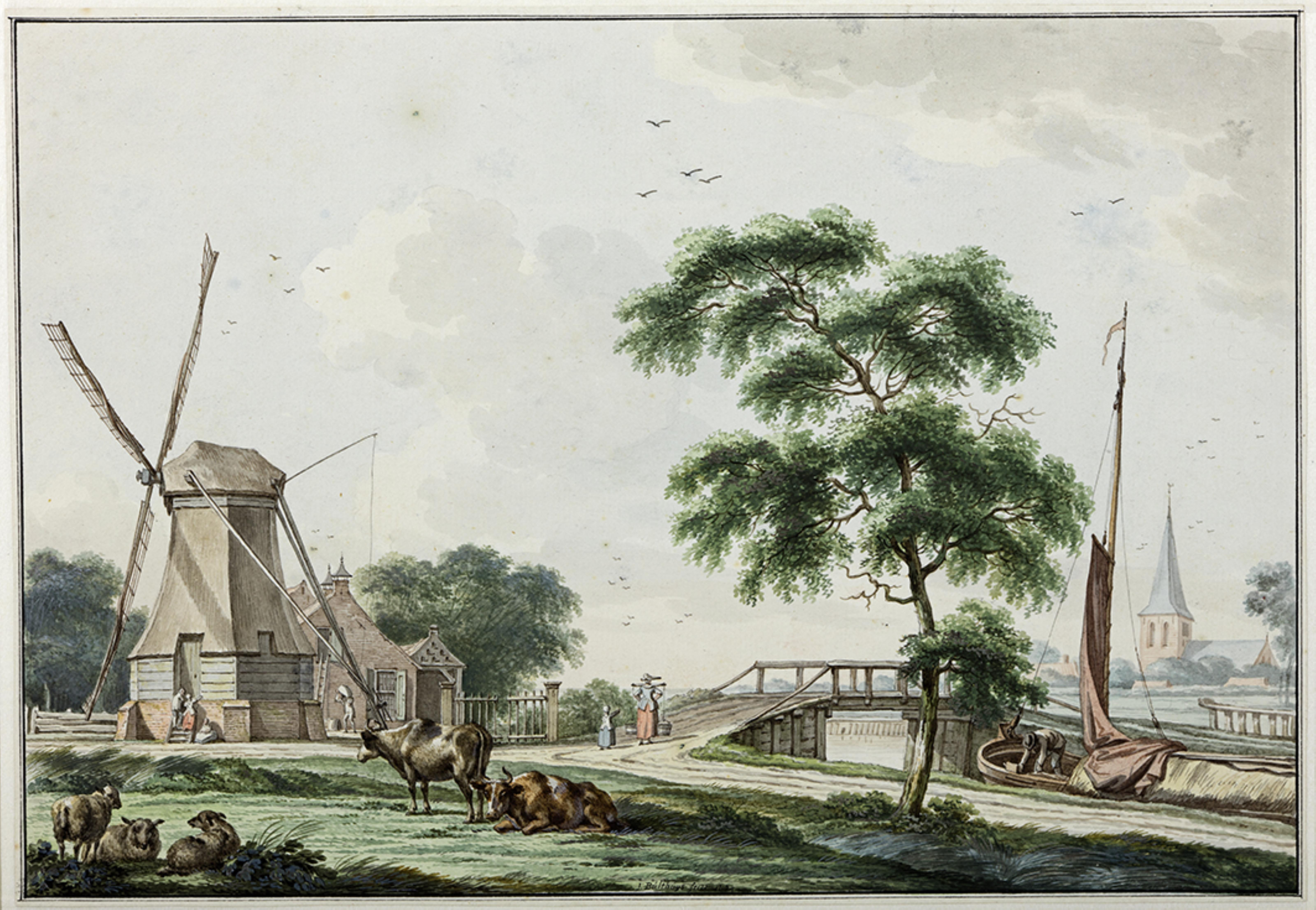
Blick auf Ulrum und Kirchturm von einer südlich gelegenen Stelle an der später der Hunsingokanaal gegraben wurde. Die Schälmühle wurde 1786 abgerissen. (Bulthuis, 1784)

## Persönlichkeiten des Ortes

### Geboren
- Egbert Reitsma (1892–1976), Architekt
- Sicco Mansholt (1908–1995), Landwirt und Politiker
- Hendrik Jan Louwes (1921–1999), VVD-Politiker
- Oege Gerhardus de Boer (1922), Widerstandskämpfer und Bürgermeister von Schiermonnikoog.

### Gestorben
- Hendrik Ferdinand van In- en Kniphuisen (1666–1716), Herr von Ulrum und Bewohner der Asingaborg
- Marten Douwes Teenstra (1795–1864), Reisender und Schriftsteller
- Wolther Wolthers (1814–1870), Bürgermeister verschiedener Groninger Gemeinden